# Akdy
Akdy (avar.: Акди) je obec okresu Cunta v Dagestánské republice Ruské federace.

## Charakteristika obce
Obec leží ve výšce 2090 m n. m. v údolí řeky Chаlugajcha, na úpatí hřebenu Kuculach.
S dalšími obcemi chulagajského údolí tvoří vesnický okres Terutli. Počet obyvatel vesnického okresu Terutli se pohybuje okolo 500 lidí. Počet obyvatel samotné obce Akdy je sezonní. V zimních měsících je obec vylidněná. V letních měsících slouží domy v obci jako farmy. Z národnostního (etnického) hlediska tvoří převážnou většinu obyvatel Cezové. Dostupnost obce je komplikovaná kvůli vysokohorským podmínkám v zimních měsících a častým sesuvům půdy v letních měsících.
Historie obce je spojená s nedalekou pevností Asach. V obci se nachází mešita, ke které se váže legenda o islamizaci Didoetie. Didové uctívají do dnešní doby bíle křemenné kameny jako pozůstatek pohanské víry. Šiřitelé islámu (dájové) v Didoetii si tohoto fenoménu všimli a z počátku kameny ničili. V Akdy bílý kámen hodily do řeky, ten byl však druhý den na svém místě. Toto se několikrát opakovalo, než v polovině 18. století přišli s nápadem bílý kámen použít do základu mešity. Didové se tímto naučili chodit do mešit a postupně přijali novou víru.